# Saloto ežeras ir jo apyežerės
Saloto ežeras ir jo apyežerės este o arie protejată (arie specială de conservare — SAC, sit de importanță comunitară — SCI) din Lituania întinsă pe o suprafață de 306 ha, integral pe uscat.

## Localizare
Centrul sitului Saloto ežeras ir jo apyežerės este situat la coordonatele 55°49′53″N 22°15′52″E / 55.8314°N 22.2644°E.

## Înființare
Situl Saloto ežeras ir jo apyežerės a fost declarat sit de importanță comunitară în martie 2004 pentru a proteja 1 specie de plante. Situl a fost protejat și ca arie specială de conservare în ianuarie 2021.

## Biodiversitate
Situată în ecoregiunea boreală, aria protejată conține 2 habitate naturale: Mlaștini turboase de tranziție și turbării mișcătoare, Mlaștini împădurite.
La baza desemnării sitului se află o specie protejată de  plante: moșișoare (Liparis loeselii).
Pe lângă speciile protejate, pe teritoriul sitului au mai fost identificate 1 specie de păsări.